# Julián López Catalán
Julián López Catalán (San Martín del Río, 1834 – Barcelona 22 de desembre de 1890), pedagog aragonès i director de l'Escola Model de Pàrvuls de Barcelona.